# Torrnålsgravyr

Torrnålsgravyr eller Kallnålsgravyr är en tryckteknik där kopparplattan ristas med en vass nål på en kopparplåt, försedd med en fet grund som tvättas bort efter första graveringen. Plåten färgas därefter in med trycksvärta, och dessa linjer används som vägledning för det fortsatta arbetet med plåten, där gravyrnålen skapar vallar eller grader i plåten.
När plåten sedan trycks färgas inte bara de graverade linjerna utan även graderna in med färg, vilket ger torrnålsgravyren dess karaktäristiska luddiga, lite sammetsmjuka utseende.
Torrnålsgravyr används ofta i kombination med andra grafiska metoder och etsning.